# فيكتور ميلنر
فيكتور ميلنر (بالإنجليزية: Victor Milner)‏ هو مصور سينمائي أمريكي، ولد في 15 ديسمبر 1893 في نيويورك في الولايات المتحدة، وتوفي في 29 أكتوبر 1972 في لوس أنجلوس في الولايات المتحدة.

## وصلات خارجية
- فيكتور ميلنر على موقع IMDb (الإنجليزية)
- فيكتور ميلنر على موقع ألو سيني (الفرنسية)
- فيكتور ميلنر على موقع أول موفي (الإنجليزية)
- فيكتور ميلنر على موقع قاعدة بيانات الأفلام السويدية (السويدية)
- فيكتور ميلنر على موقع قاعدة بيانات الفيلم (الإنجليزية)
- فيكتور ميلنر على موقع كينوبويسك (الروسية)